# Open 6ème Sens Métropole de Lyon 2022 - Qualificazioni singolare
Le qualificazioni del singolare dell'Open 6ème Sens Métropole de Lyon 2022 sono un torneo di tennis preliminare per accedere alla fase finale della manifestazione. I vincitori dell'ultimo turno sono entrati di diritto nel tabellone principale. In caso di ritiro di uno o più giocatori aventi diritto a questi sono subentrati i Lucky loser, ossia i giocatori che hanno perso nell'ultimo turno ma che avevano una classifica più alta rispetto agli altri partecipanti che avevano comunque perso nel turno finale.

## Teste di serie
1. Ekaterine Gorgodze (ultimo turno)
2. Mai Hontama (ultimo turno, lucky loser)
3. Katie Boulter (qualificata)
4. Cristina Bucșa (qualificata)
5. Lesley Pattinama Kerkhove (ultimo turno)
6. Anna Blinkova (primo turno, ritirata)

1. Ylena In-Albon (ultimo turno)
2. Julia Grabher (primo turno)
3. Stefanie Vögele (qualificata)
4. Laura Siegemund (ultimo turno)
5. Anastasija Gasanova (primo turno)
6. Mariam Bolkvadze (qualificata)

## Qualificate
1. Stefanie Vögele
2. Mariam Bolkvadze
3. Katie Boulter

1. Cristina Bucșa
2. Yuriko Miyazaki
3. Tamara Korpatsch

### Lucky loser
1. Mai Hontama

## Tabellone

### Legenda
| - Q = Qualificato - WC = Wild card - LL = Lucky loser | - ALT = Alternate - SE = Special Exempt - PR = Protected Ranking | - w/o = Walkover - r = Ritirato - d = Squalificato |

### Sezione 1
|  | Primo turno | Primo turno            | Primo turno            | Primo turno | Primo turno |  |  | Ultimo turno | Ultimo turno       | Ultimo turno       | Ultimo turno | Ultimo turno |  |
|  |             |                        |                        |             |             |  |  |              |                    |                    |              |              |  |
|  | 1           | Ekaterine Gorgodze     | Ekaterine Gorgodze     | 7           | 6           |  |  |              |                    |                    |              |              |  |
|  |             | Samantha Murray Sharan | Samantha Murray Sharan | 5           | 1           |  |  | 1            | Ekaterine Gorgodze | Ekaterine Gorgodze | 3            | 5            |  |
|  |             | Georgina García Pérez  | Georgina García Pérez  | 4           | 1           |  |  | 9            | Stefanie Vögele    | Stefanie Vögele    | 6            | 7            |  |
|  | 9           | Stefanie Vögele        | Stefanie Vögele        | 6           | 6           |  |  |              |                    |                    |              |              |  |

### Sezione 2
|  | Primo turno | Primo turno         | Primo turno | Primo turno | Primo turno |  |  | Ultimo turno | Ultimo turno     | Ultimo turno     | Ultimo turno | Ultimo turno |  |
|  |             |                     |             |             |             |  |  |              |                  |                  |              |              |  |
|  | 2           | Mai Hontama         | 6           | 4           | 6           |  |  |              |                  |                  |              |              |  |
|  |             | Jessika Ponchet     | 3           | 6           | 0           |  |  | 2            | Mai Hontama      | Mai Hontama      | 3            | 3            |  |
|  |             | Despina Papamichail | 6           | 4           | 1           |  |  | 12           | Mariam Bolkvadze | Mariam Bolkvadze | 6            | 6            |  |
|  | 12          | Mariam Bolkvadze    | 3           | 6           | 6           |  |  |              |                  |                  |              |              |  |

### Sezione 3
|  | Primo turno | Primo turno                | Primo turno                | Primo turno | Primo turno |  |  | Ultimo turno | Ultimo turno    | Ultimo turno    | Ultimo turno | Ultimo turno |  |
|  |             |                            |                            |             |             |  |  |              |                 |                 |              |              |  |
|  | 3           | Katie Boulter              | Katie Boulter              | 6           | 6           |  |  |              |                 |                 |              |              |  |
|  | WC          | Estelle Cascino            | Estelle Cascino            | 3           | 0           |  |  | 3            | Katie Boulter   | Katie Boulter   | 6            | 6            |  |
|  |             | Valentini Grammatikopoulou | Valentini Grammatikopoulou | 1           | 4           |  |  | 10           | Laura Siegemund | Laura Siegemund | 4            | 4            |  |
|  | 10          | Laura Siegemund            | Laura Siegemund            | 6           | 6           |  |  |              |                 |                 |              |              |  |

### Sezione 4
|  | Primo turno | Primo turno         | Primo turno         | Primo turno | Primo turno |  |  | Ultimo turno | Ultimo turno   | Ultimo turno   | Ultimo turno | Ultimo turno |  |
|  |             |                     |                     |             |             |  |  |              |                |                |              |              |  |
|  | 4           | Cristina Bucșa      | 1                   | 6           | 6           |  |  |              |                |                |              |              |  |
|  |             | Lucrezia Stefanini  | 6                   | 2           | 1           |  |  | 4            | Cristina Bucșa | Cristina Bucșa | 6            | 6            |  |
|  | WC          | Tatjana Maria       | Tatjana Maria       | 6           | 6           |  |  | WC           | Tatjana Maria  | Tatjana Maria  | 3            | 2            |  |
|  | 11          | Anastasija Gasanova | Anastasija Gasanova | 4           | 1           |  |  |              |                |                |              |              |  |

### Sezione 5
|  | Primo turno | Primo turno               | Primo turno               | Primo turno | Primo turno |  |  | Ultimo turno | Ultimo turno              | Ultimo turno              | Ultimo turno | Ultimo turno |  |
|  |             |                           |                           |             |             |  |  |              |                           |                           |              |              |  |
|  | 5           | Lesley Pattinama Kerkhove | Lesley Pattinama Kerkhove | 7           | 7           |  |  |              |                           |                           |              |              |  |
|  | WC          | Nina Radovanovic          | Nina Radovanovic          | 5           | 5           |  |  | 5            | Lesley Pattinama Kerkhove | Lesley Pattinama Kerkhove | 4            | 64           |  |
|  | WC          | Yuriko Miyazaki           | 6                         | 4           | 6           |  |  | WC           | Yuriko Miyazaki           | Yuriko Miyazaki           | 6            | 7            |  |
|  | 8           | Julia Grabher             | 4                         | 6           | 4           |  |  |              |                           |                           |              |              |  |

### Sezione 6
|  | Primo turno | Primo turno      | Primo turno      | Primo turno      | Primo turno |  |  | Ultimo turno | Ultimo turno     | Ultimo turno     | Ultimo turno | Ultimo turno |  |
|  |             |                  |                  |                  |             |  |  |              |                  |                  |              |              |  |
|  | 6           | Anna Blinkova    | Anna Blinkova    | Anna Blinkova    | 4r          |  |  |              |                  |                  |              |              |  |
|  |             | Tamara Korpatsch | Tamara Korpatsch | Tamara Korpatsch | 5           |  |  |              | Tamara Korpatsch | Tamara Korpatsch | 7            | 6            |  |
|  |             | Susan Bandecchi  | 1                | 6                | 5           |  |  | 7            | Ylena In-Albon   | Ylena In-Albon   | 5            | 3            |  |
|  | 7           | Ylena In-Albon   | 6                | 4                | 7           |  |  |              |                  |                  |              |              |  |